# Запис Гумено дрво (Брајиновац)
Запис Гумено дрво (Брајиновац) се налази на парцели чији је власник Миљковић Љубисав.

## Локација
| Општина             | Рековац                                                          |
| Катастарска општина | Брајиновац                                                       |
| Потес               | Село                                                             |
| Координате          | 43° 46′ 19″ С; 21° 07′ 58″ И / 43.771900000000002° С; 21.1328° И |
| Надморска висина    | 358m                                                             |

## Карактеристике
Дендрометријске вредности утврђене на терену и сателитским снимцима:
| Стабло                     | Јабука |
| Висина стабла              | m      |
| Обим дебла                 | m      |
| Пречник крошње             | 6m     |
| Пречник дебла              | m      |
| Висина дебла до прве гране | m      |

## База записа
Запис је у оквиру Викимедија пројекта "Запис - Свето дрво" заведен под редним бројем 0666.